# Antonio Juan de Bances y Valdés
Antonio Juan de Bances y Valdés, (1734, Riberas, concejo de Soto del Barco, Asturias - 1824, Peñaullán, concejo de Pravia, Asturias) fue un historiador y juez español.

## Biografía
Nacido en Soto del Barco fue juez noble de Pravia, regidor e historiador, cuya obra principal es la conocida "Noticias Históricas del Concejo de Pravia", escritas en 1806 y conservadas hoy en día gracias a la transcripción y publicación en cuatro cuadernos, en 1911, del manuscrito original por parte del boletín de la Real Academia de la Historia de España.
Bances y Valdés se graduó en 1799 de bachiller de derecho civil, siendo después licenciado, doctor y profesor de la Universidad de Oviedo. Ejerció varios cargos públicos: procurador general y síndico personero del común y montero mayor del partido de Riveras.
Su obra: "Noticias Históricas del Consejo de Pravia" describe el antiguo concejo de homónimo en 1806, cuando incluía los cotos de Muros, Villavaler y San Pedro de Bocamar, y los territorios que hoy conforman Soto del Barco y Cudillero. Según lo descrito en el libro de Bances, en 1806 el consejo de Pravia se dividía en cuatro cuartos: de La Meruca (ribera del Nalón), de Los Valles, de La Oteda (las alturas) y de Las Luiñas (las lejanías).

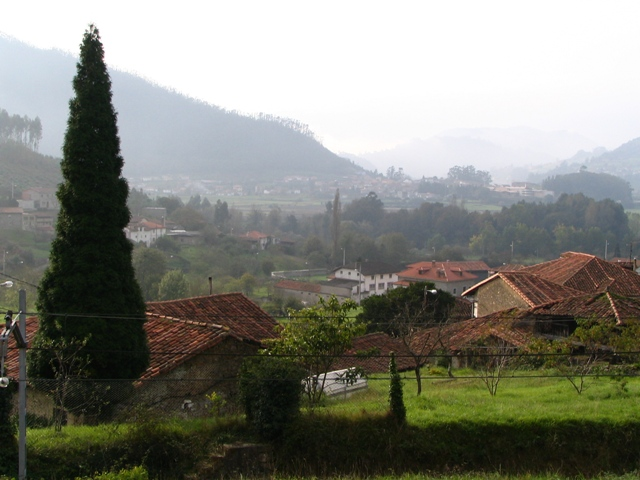
Peñaullán vista desde Santianes.

## Obras
- "Noticias Históricas del Concejo de Pravia", 1806; publicadas en 1911 el boletín de la Real Academia de la Historia de España.

## Estudio y reedición de su obra
- "Noticias  históricas del Consejo de Pravia, crónica de cuatro identidades"  de Antonio Juan de Bances y Valdés. Reedición y notas de Carlos Romero; imprenta Oviedo 2010.